# Liernu
Liernu is een dorp in de Belgische provincie Namen, en een deelgemeente van de Waalse gemeente Éghezée. Het was een zelfstandige gemeente tot het bij de fusie van 1977 toegevoegd werd aan de gemeente Éghezée.
Liernu is een landbouw- en woondorp en ligt op 7 kilometer ten westen van Éghezée. Het grondgebied van Liernu wordt van noord naar zuid doorsneden door de autosnelweg A4/E411.

## Bezienswaardigheden
- In het dorp staat de dikste boom van België: een zomereik genaamd Le Gros Chêne de Liernu[1]. De eik zou meer dan 1000 jaar oud zijn. Zijn stamomtrek aan de grond is 10,24 m en 14,24 m op één meter hoogte. De boom is sinds 1939 beschermd als monument.
- De Sint-Jan-de-Doperkerk (Église Saint-Jean-Baptiste) is een classicistisch kerkgebouw van 1793 terwijl in 1897 een neoromaans koor en transept werd toegevoegd. De pastorie werd ingericht als museum.
- De boerderij Ferme de la Cour uit de 17e eeuw waarvan de schuur in 1987 beschermd werd als monument.
- De hoeve Ferme de la Rigauderie die al beschreven werd in de 14de eeuw en met een achtergelegen Motte waarin overblijfselen gevonden werden van de Romeinse tijd tot de Middeleeuwen[2].

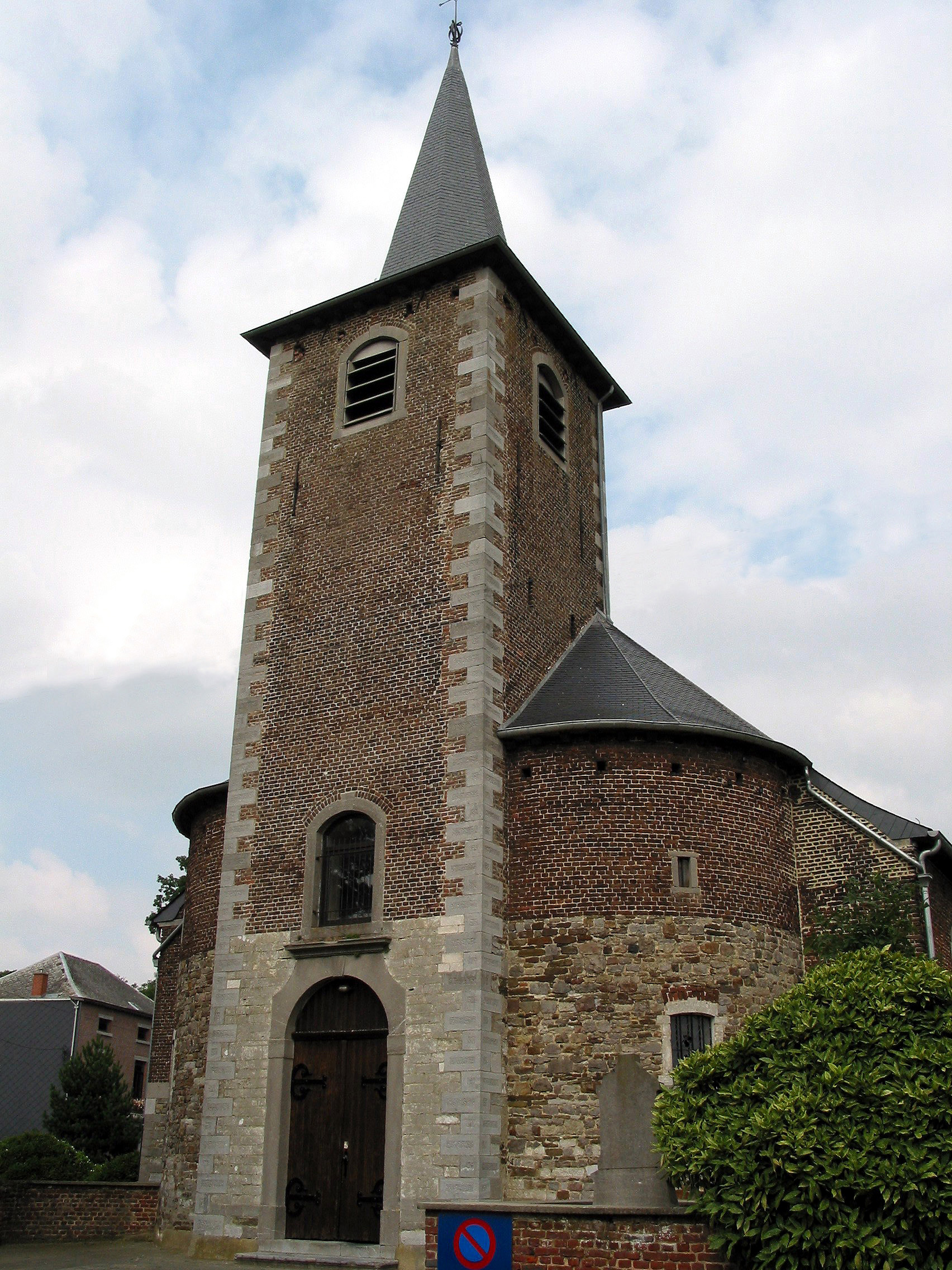
Sint-Jan Baptistkerk
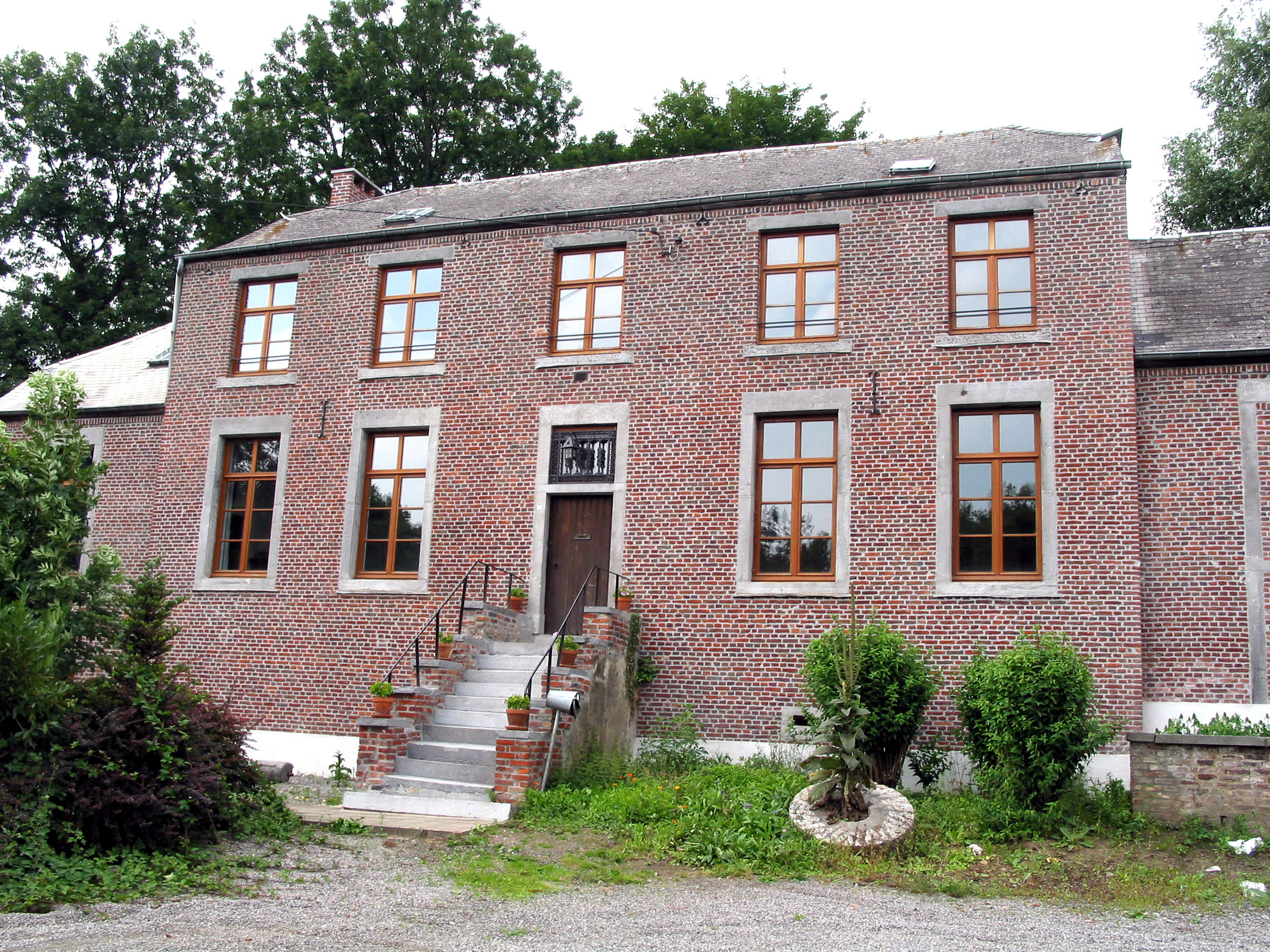
Pastorij
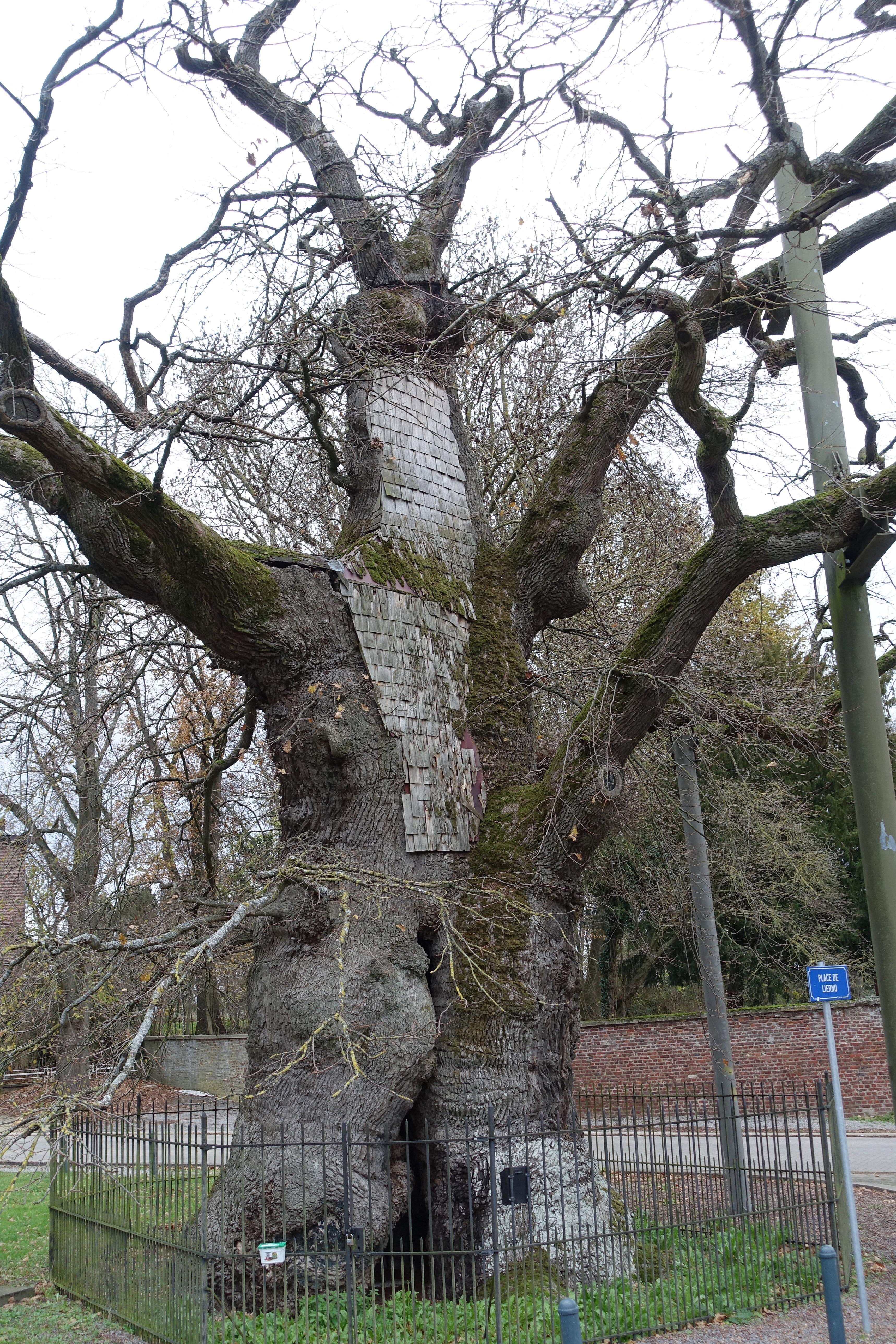
Dikke eik van Liernu
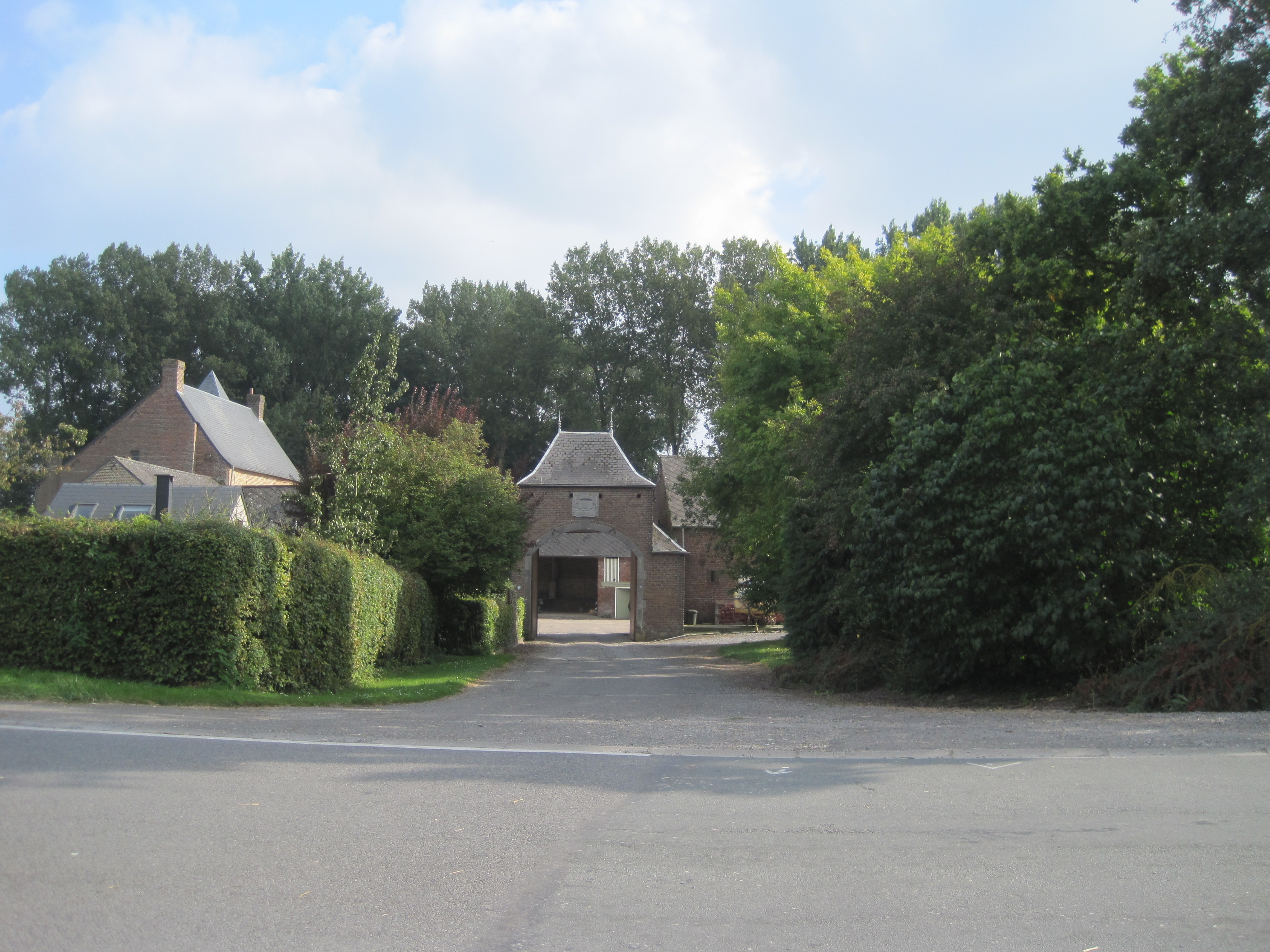
Ferme de la Cour
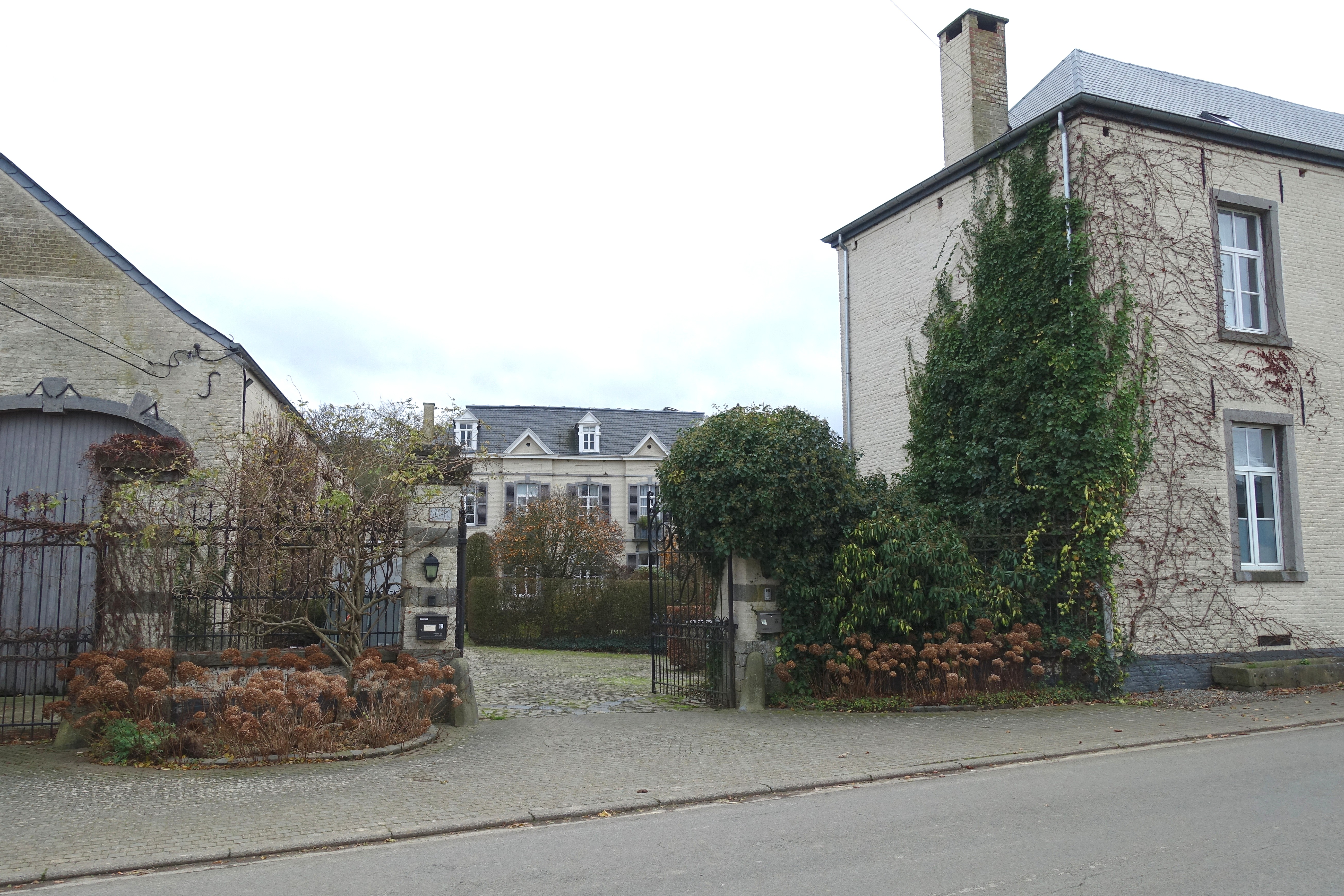
Ferme de la Natoye
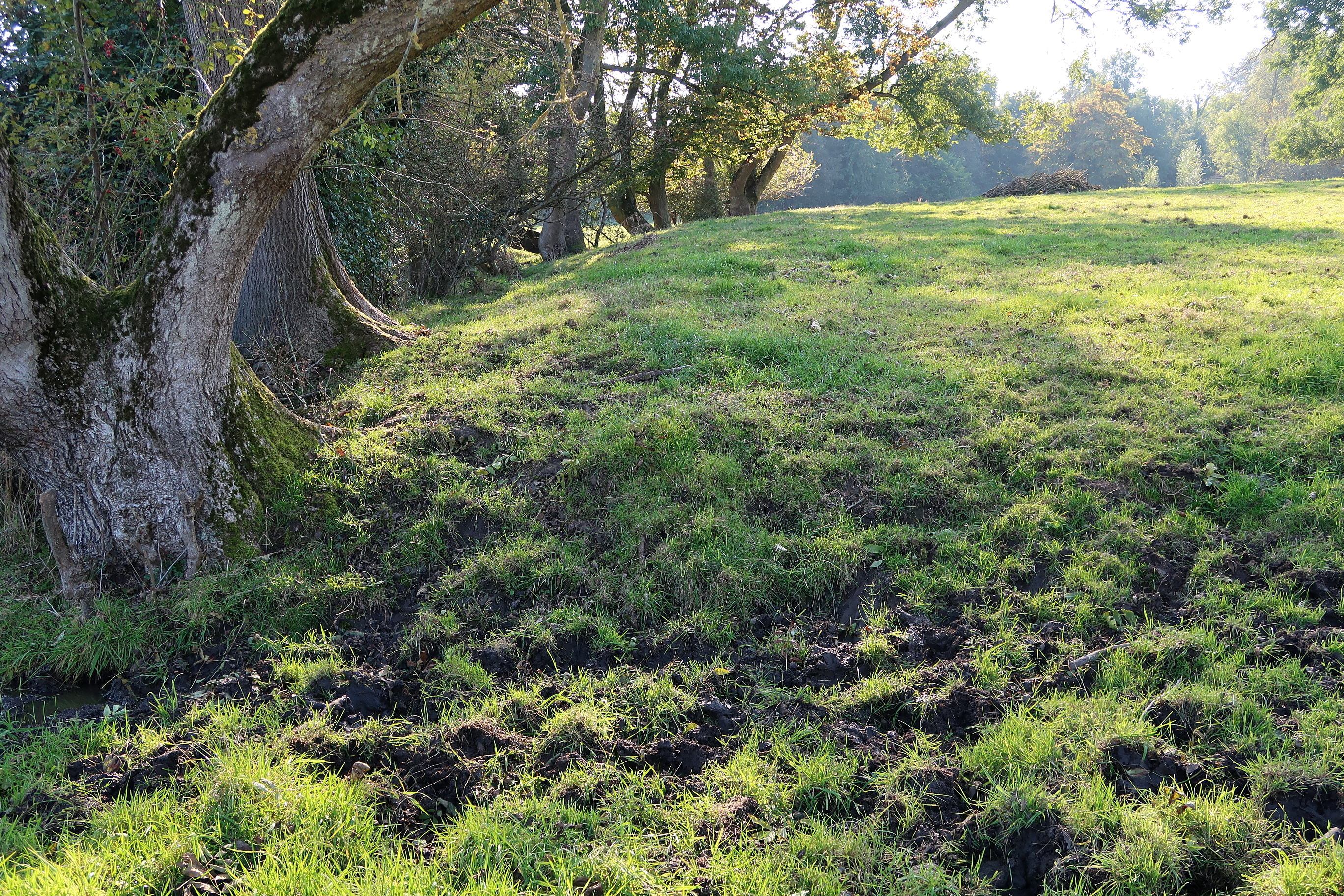
Motte Del Rigadrie, motheuvel van middeleeuwse versterking

## Natuur en landschap
Liernu ligt aan de Ruisseau de Liernu die uitmondt in de Mehaigne. De hoogte aan de kerk bedraagt 161 meter.

## Demografische ontwikkeling
- Bronnen:NIS, Opm:1831 tot en met 1970=volkstellingen, 1976= inwoneraantal op 31 december

## Nabijgelegen kernen
Meux, Aische-en-Refail, Saint-Germain